# (360072) Alcimédon
(360072) Alcimédon, désignation internationale (360072) Alcimedon, est un astéroïde troyen jovien.

## Description
(360072) Alcimédon est un astéroïde troyen jovien, camp grec, c'est-à-dire situé au point de Lagrange L4 du système Soleil-Jupiter. Il présente une orbite caractérisée par un demi-grand axe de 5,227 UA, une excentricité de 0,086 et une inclinaison de 6,2° par rapport à l'écliptique.
Il est nommé en référence au personnage de la mythologie grecque Alcimédon, acteur du conflit légendaire de la guerre de Troie. Il a été découvert par l'observatoire astronomique Engelhardt en 2008.

## Compléments